# Strage di Monchio, Susano e Costrignano
La strage di Monchio, Susano e Costrignano fu una rappresaglia compiuta dalle truppe naziste in Italia il 18 marzo 1944, contro la costituzione delle prime brigate partigiane sull'appennino modenese. Tutti i fatti sono avvenuti in frazioni del comune di Palagano, ma all'epoca questo territorio era parte del comune di Montefiorino. Nell'indicare la strage viene spesso omesso il nome del paese di Savoniero, essendoci stata una sola vittima di questa frazione uccisa inoltre il giorno dopo, presso la rocca di Montefiorino.

## Eventi precedenti
Nei giorni precedenti alla strage del 18 marzo 1944, l'area dell'Appennino modenese fu teatro di diversi scontri tra forze partigiane e nazifasciste, che contribuirono ad esacerbare le tensioni nella zona.

### L'attacco alla Fornace di Savoniero (9 marzo 1944)
Il 9 marzo 1944, in località La Fornace presso Savoniero, un gruppo di partigiani assaltò due corriere cariche di fascisti e un mezzo privato che trasportava civili rastrellati a Palagano quella stessa mattina. Tra i civili catturati figurava anche don Sante Bartolai, che in seguito venne trasferito al campo di Fossoli e da lì deportato nel campo di concentramento di Mauthausen. Lo scontro si concluse con l'uccisione di sette militari fascisti e un civile.

### I rastrellamenti del 16-17 marzo 1944
Il 16 marzo 1944, le forze nazifasciste avviarono un'operazione di rastrellamento nella zona del Monte Santa Giulia. Durante questa operazione, le forze tedesche e fasciste subirono pesanti perdite negli scontri avvenuti presso il Mulino del Grillo e Lama di Monchio, dove persero complessivamente otto uomini tra ufficiali e soldati.
Il giorno seguente, 17 marzo, un'ulteriore operazione di rastrellamento portò a un nuovo scontro con i partigiani locali. Questo confronto si concluse con due vittime tra le file tedesche e il conseguente ritiro delle formazioni partigiane dalla zona.
Queste perdite subite in pochi giorni dalle forze nazifasciste ebbero un ruolo determinante nella decisione di organizzare una massiccia operazione punitiva contro la popolazione civile dei paesi dell'area, sfociata nella strage del 18 marzo.

### La pianificazione della rappresaglia
La sera del 17 marzo 1944, circa 400 uomini appartenenti al reparto esplorante paracadutista corazzato della divisione Hermann Göring, provenienti da Bologna, raggiunsero i paesi di Montefiorino e Savoniero. Il piano operativo del comandante della divisione prevedeva un bombardamento preparatorio da Montefiorino verso la zona del Monte Santa Giulia e, successivamente, un'avanzata in parte a piedi e in parte su mezzi motorizzati leggeri in direzione di Susano, Costrignano e Monchio. Le colonne tedesche erano accompagnate da circa trenta uomini della Guardia Nazionale Repubblicana.
Questa meticolosa preparazione militare evidenzia la natura premeditata della rappresaglia che sarebbe stata messa in atto il giorno seguente nei villaggi della zona.

## Gli avvenimenti
Dopo alcuni scontri avvenuti il 9 marzo 1944 tra formazioni partigiane e truppe G.N.R. in cui rimasero uccisi sette soldati nei pressi di Savoniero, il 16 ed il 17 marzo altri scontri avvennero nei pressi del Monte Santa Giulia, dove si erano ritirati i partigiani; qui rimasero uccisi un ufficiale ed alcuni soldati tedeschi.
A questo punto venne fatto intervenire l'ufficio germanico di collegamento per l'Emilia, che fece affluire sull'Appennino modenese un reparto di soldati della divisione corazzata Hermann Göring comandato dal capitano Kurt Christian von Loeben, accompagnato da reparti della G.N.R. di Modena che si piazzarono a Montefiorino e circondarono la valle del Dragone.
Alle prime luci dell'alba del 18 marzo iniziarono un intenso cannoneggiamento su Monchio, Susano e Costrignano, frazioni del comune poste sull'altro fianco della valle del Dragone. Gli abitanti abbandonarono le case più esposte al tiro dei cannoni e tra il terrore generale cercarono riparo nelle cantine delle abitazioni più riparate. Molti trovarono rifugio con le famiglie nei dirupi aperti dai torrenti che dai monti scendono verso il Dragone o nei boschi, protetti da grosse querce o negli avvallamenti protetti da dossi. Fu impossibile raggiungere altre borgate perché le granate esplodevano in modo incessante, impedendo ogni via di fuga.

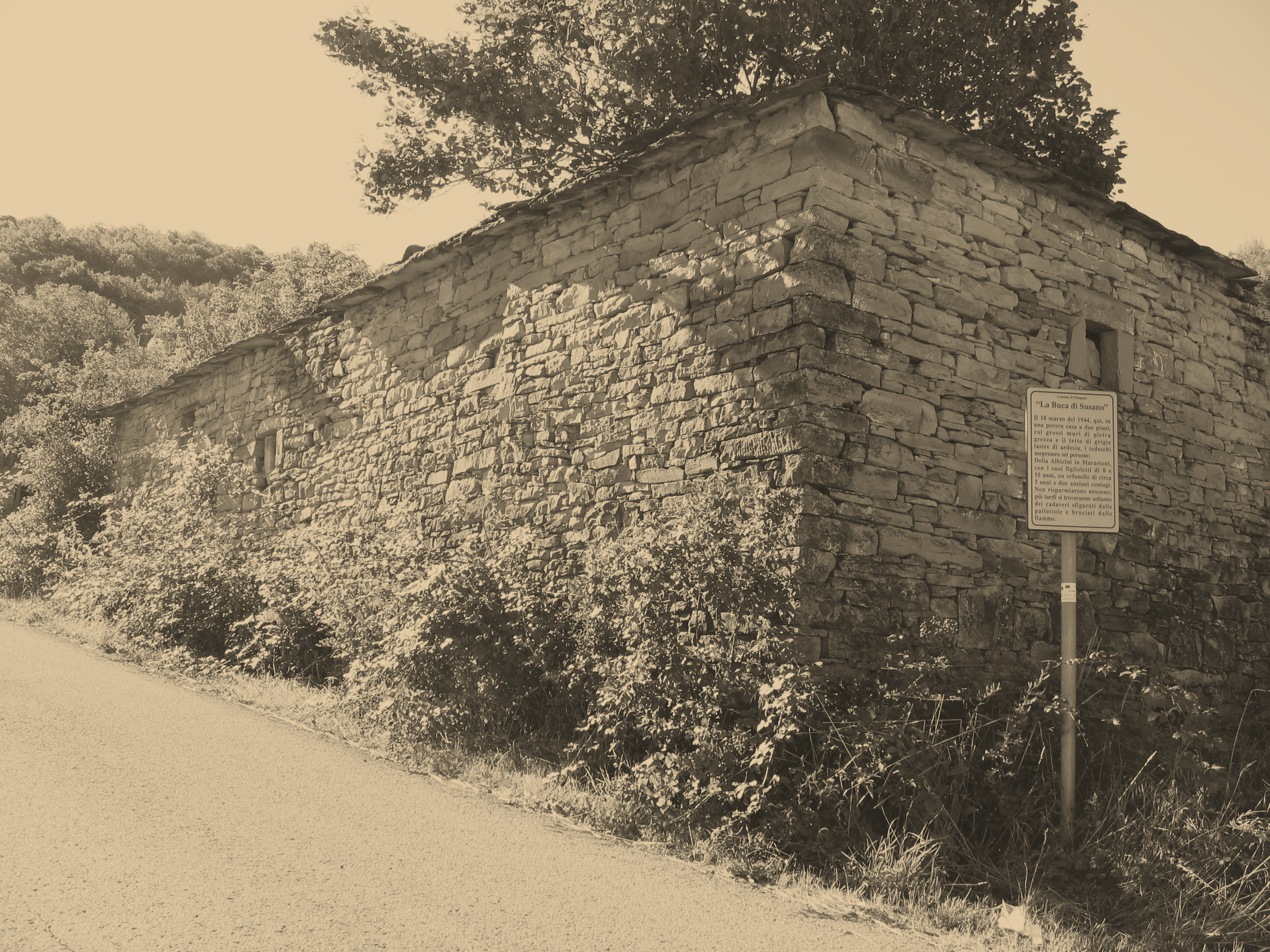
Buca di Susano, in questo borgo furono uccise 6 persone

Verso le 7 gli automezzi delle truppe tedesche iniziarono a muoversi da Montefiorino e Savoniero per circondare i paesi colpiti, formando una lunga colonna di autocarri, camionette, mezzi cingolati ed autoblinde. I reparti si erano divisi le borgate e le frazioni da rastrellare; non appena giunti sul posto assegnato lanciavano in aria razzi luminosi per informare l'artiglieria di spostare il tiro su zone non ancora raggiunte. Quando tutti i reparti raggiunsero i loro obiettivi cessò il cannoneggiamento.
Il primo borgo interessato fu Susano; qui furono sterminate intere famiglie, compreso lo straziante caso della famiglia Gualmini: tutti gli otto componenti vennero uccisi, compresi i bambini di 7, 5 e 4 anni. Tutte le case incontrate vennero razziate e depredate di provviste alimentari, di oggetti di valore e date alle fiamme; gli animali in buona salute vennero razziati, gli altri bruciati vivi nelle stalle. Le donne ed i bambini furono spinti sulla strada verso Susano e qui trattenuti sotto la minaccia delle armi fino a sera. Gli uomini vennero usati per trasportare armi e munizioni, alcuni vennero uccisi direttamente sul posto. Parallelamente, altri reparti si abbatterono sulle prime borgate di Costrignano. Anche a Monchio si ripeterono le stesse scene degli altri paesi. Qui di particolare importanza la testimonianza del parroco del paese Don Luigi Braglia che sulla strage scriverà:
(Don Luigi Braglia)

L'abitato di Monchio distrutto dopo la strage

Alla fine di questa tragica giornata si contarono 129 cadaveri: 71 a Monchio, 34 a Costrignano e 24 a Susano cui si devono aggiungere 7 civili uccisi nei giorni immediatamente prima e dopo la strage che portano il totale a 136 morti. Tra questi vennero trovati sei bambini di età inferiore ai dieci anni, sette ragazzi tra i dieci ed i sedici, sette donne di cui una all'ultimo mese di gravidanza, venti anziani ultra sessantenni di cui uno semi paralizzato.

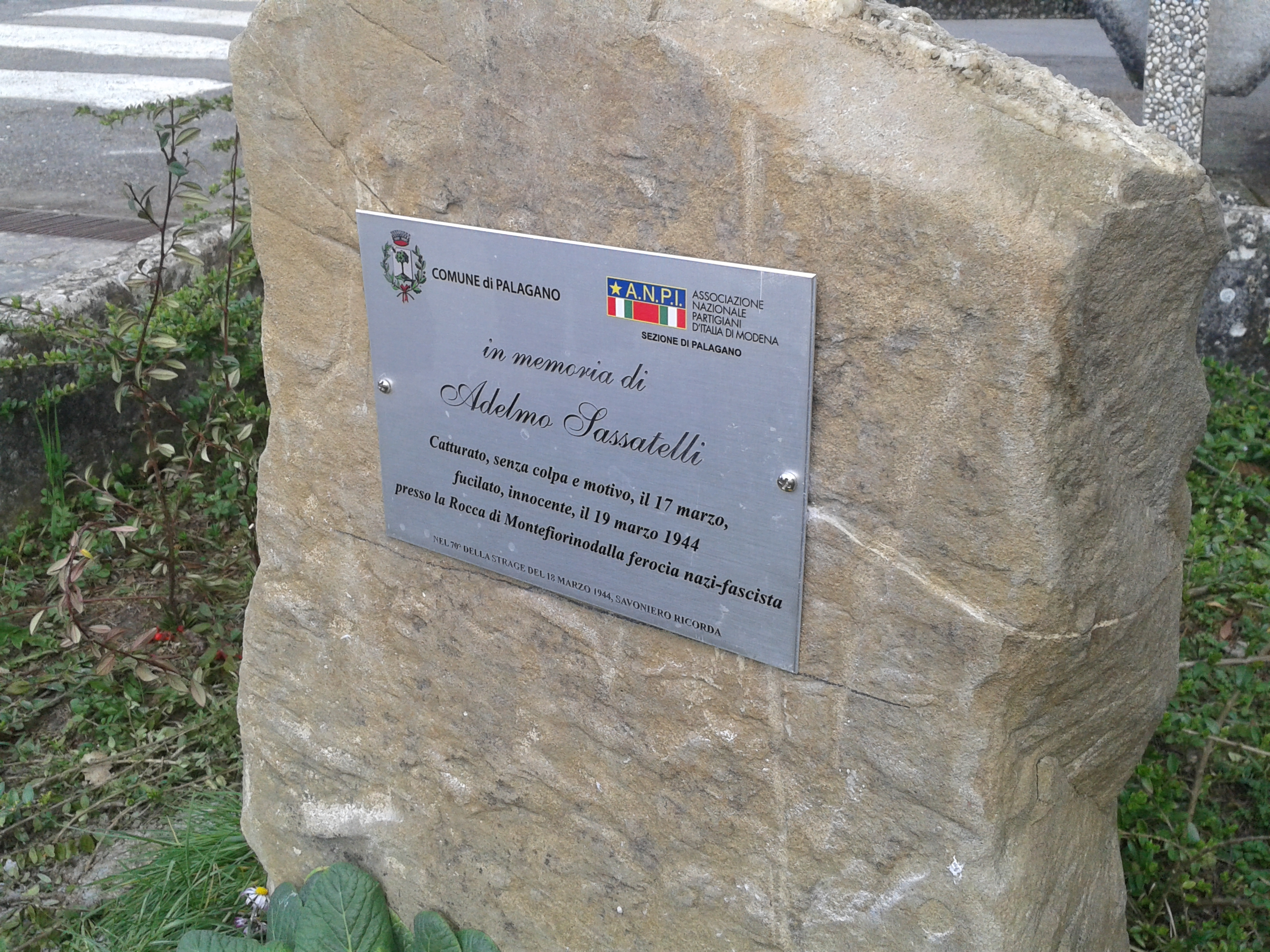
Lapide in ricordo di Adelmo Sassatelli, posta il 16 marzo 2014 a Savoniero, in occasione delle celebrazioni per il settantesimo anniversario della strage"

## Il parco della resistenza del monte di Santa Giulia
Punto di riferimento storico della strage di Monchio e della successiva Repubblica di Montefiorino è il "Parco della Resistenza del monte di Santa Giulia" istituito dalla Provincia di Modena per il notevole valore ambientale e di diversificazione della flora. Il parco, che si estende per circa ventisette ettari totalmente ricoperto di boschi prevalentemente con castagni, querce e carpini alternati a prati e pascoli, ha un alto valore didattico rivolto ai cittadini e alle scuole.

## I responsabili
Le responsabilità di questa strage sono da attribuire da un lato ai reggitori del presidio fascista di Montefiorino, dall'altra dagli organizzatori sul campo della rappresaglia tedeschi.
I rapporti allarmistici diffusi da mesi dal podestà di Montefiorino Francesco Bocchi e dal capo locale della G.N.R. Arturo Mori avevano contribuito a destare l'allarme delle autorità tedesche le quali erano preoccupate anche dalla diffusione di armi nella zona e dalla formazione di attive bande partigiane, soprattutto quelle guidate da Nello Pini e da Barbolini
L'efferatezza dimostrata poi sul campo è da attribuirsi alle tre compagnie della Göring comandate dal capitano Von Loeben e dal tenente Von Poshinger.
Il podestà Francesco Bocchi fu poi ucciso il 16 marzo 1945 da ignoti in Modena, evidentemente per vendicare la strage.
Il cap. Mori fu ucciso a sua volta il 25 aprile 1945 a Chiari mentre era in fuga verso la Svizzera.
Il cap. Kurt von Loeben cadde sul fronte orientale durante l'autunno successivo.
Il ten. von Poshinger è morto per cause naturali in Germania nel 2007.

## Il processo agli autori della strage

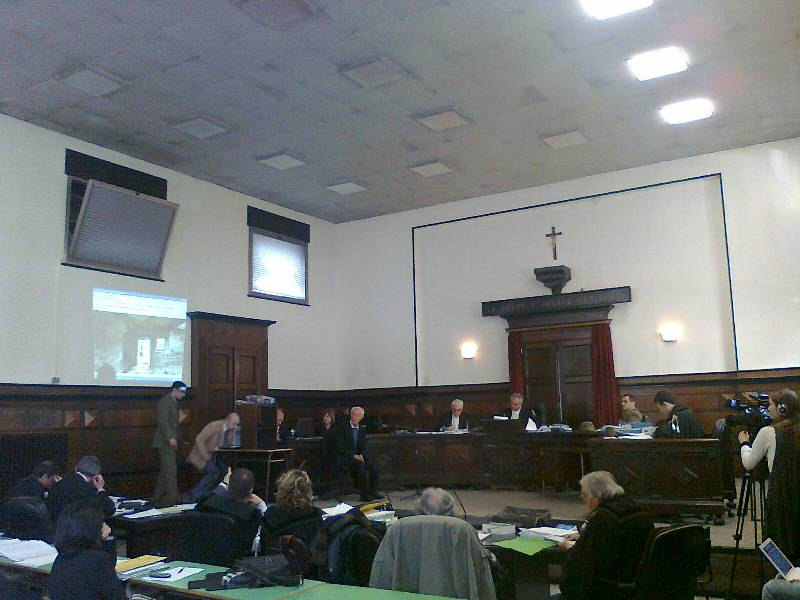
Processo per le stragi naziste di Vallucciole, Monchio e Cervarolo presso il Tribunale militare di Verona (2009-2011)

Nel 1994 venne scoperto in uno scantinato della procura generale militare di Roma il cosiddetto armadio della vergogna, contenente anche un faldone di vecchie indagini sulla strage di Monchio. A distanza di 50 anni si riuscì così a portare a processo i responsabili dell'eccidio ancora in vita.
A partire dal 2005 vennero intraprese indagini sulla strage da parte della procura militare di La Spezia (poi soppressa e accorpata nelle sue funzioni a quella di Verona) su impulso del Procuratore militare Marco De Paolis. Accertato il decesso del capitano Von Loeben in occasione delle operazioni della divisione durante l'autunno successivo sul fronte orientale in Polonia, vennero alla fine stati rinviati a giudizio per quei fatti sette tra ex ufficiali e soldati con incarichi di comando della divisione Hermann Göring, responsabili presunti per la Strage di Monchio, quella di Cervarolo, quella di Mommio e quella dei comuni di Stia (eccidio di Vallucciole) e di San Godenzo (Il castagno d'Andrea). L'udienza preliminare per il processo a costoro si svolse a Verona il 5 ottobre 2009.
Gli imputati erano Gustav Brandt, Helmut Odenwald, Fritz Olgerg, Ferdinand Osterhaus, Hans Georg Winkler, Gunther Heinroth, Wilhelm Stark; su di loro pesavano gravi indizi di responsabilità pesantemente marcati dalle intercettazioni telefoniche effettuate dalla polizia tedesca e dalla Procura di Dortmund e filtrate sugli organi di stampa nel settembre 2009. Vennero successivamente incriminati e la loro posizione fu riunita a quella degli altri imputati anche Horst Gunther Gabriel e Alfred Luhmann. Il governo federale tedesco venne citato come responsabile civilmente delle azioni degli uomini della Wehrmacht, difendendosi come da rito durante le udienze.
Il giudice Vincenzo Santoro stabilì un calendario di udienze a partire dal 3 novembre 2010 al fine di giungere alla sentenza entro l'estate del 2011. La corte, oltre che dal giudice Santoro era composta da Antonio Bonafiglia (giudice a latere) e dal capitano dell'esercito Attilio Pasqualetto (giudice militare). La sentenza di primo grado venne emessa dopo 52 udienze il giorno 6 luglio 2011 e prevedeva per la strage di Monchio, Susano, Savoniero e Costrignano la condanna all'ergastolo per tre imputati:
- Ferdinand Osterhaus, sottotenente e comandante di plotone della quinta compagnia;
- Helmut Odenwald, capitano e comandante della decima batteria artiglieria contraerea che da Montefiorino diresse i bombardamenti sugli abitati;
- Alfred Luhmann, unico graduato di truppa, ma di cui è stata riconosciuta una funzione di comando sul campo nell'ambito del reparto esplorante.

Tutti questi imputati ricevettero nella stessa udienza altri ergastoli per episodi delle stragi di Mommio, Cervarolo e Stia. Günther Heinroth e Horst Günther Gabriel erano deceduti durante la fase del dibattimento.
In sede di appello nel 2013 gli imputati Odenwald e Osterhaus furono assolti, mentre venne confermata la condanna a Luhman, il quale non presentò ricorso. La cassazione annullò tale sentenza su ricorso dei PM. Il 2 dicembre 2014 il nuovo processo d'appello ribaltò il precedente giudizio e confermò l'ergastolo per Helmut Odenwald, portando a due i condannati in via definitiva. Ferdinand Osterhaus era deceduto nel corso del 2014.

## Lista dei martiri della strage
Frazione di Monchio:
Abbati Callisto, Abbati Cristoforo, Abbati Giuseppe, Abbati Milziade, Abbati Raffaele, Abbati Remo, Abbati Tommaso, Albicini Ermenegildo, Barozzi Augusto, Barozzi Adelmo, Barozzi Mario, Bedostri Giuseppe, Bedostri Luigi, Bucciarelli Livio, Braglia Ambrogio, Cornetti Adele, Cornetti Luigi, Caminati Giovanni, Caselli Alberto, Carani Ernesto, Carani Geminiano, Compagni Ernesto, Debbia Enrico, Debbia Franco, Debbia Valerio, Debbia Roberto, Facchini Sisto, Ferrari Egidio, Ferrari Remo, Ferrari Teobaldo, Fiorentini Giuseppe, Fontanini Teodoro, Giberti Attilio, Giberti Eleuterio, Giusti Giuseppe, Guglielmini Aurelio, Guglielmini Emilio, Guglielmini Luigi, Guglielmini Renato, Guglielmini Giuseppe, Sajelli Pia, Magnani Amilcare, Marchi Ivo, Martelli Giuseppe, Martelli Alvino, Massari Gino, Mesini Celso, Mesini Alessandro, Mussi Remo, Ori Attilio, Ori Ernesto, Pancani Claudio, Pancani Ernesto, Pancani Marco, Pancani Tonino, Pistoni Leonildo, Pistoni Michele, Pistoni Luigi, Ricchi Ernesto, Ricchi Viterbo, Rioli Antonio, Rioli Pellegrino, Rioli Mauro, Silvestri Agostino, Tincani Ennio, Tincani Geminiano, Venturelli Dante, Silvestri Ines, Venturelli Gioacchino, Venturelli Florindo e Sassatelli Adelmo.
Frazione di Susano:
Gualmini Celso, Aschieri Clerice, Aschieri Massimiliano, Gualmini Raffaele, Baschieri Maria, Gualmini Lavinia, Gualmini Celso di Raffaele, Gualmini Viterbo, Gualmini Aurelio, Albicini Delia, Marastoni Ursilia, Marastoni Orfeo, Carlo di NN, Gherardo Filippo, Garzoni Francesca, Baldelli Camillo, Casacci Dovindo, Casini Battista, Casolari Florigi, Pagliai Domenico, Pagliai Tonino, Peli Giuseppe, Peli Andrea, Zenchi Dante.
Frazione di Costrignano:
Barbati Ersidio, Barbati Ignazio, Barbati Luigi, Barbati Pasquino, Baschieri Mario, Beneventi Pellegrino, Beneventi Giacomo, Beneventi Giuseppe, Caminati Adelmo, Casinieri Luigi, Ceccherelli GianBattista, Chiesi Sante, Compagni Tolmino, Ferrari Secondo, Ferrari Nino, Ghiddi Lorenzo, Lami Alcide, Lami Silvio, Lami Ennio, Lami Mario, Lorenzini Marcellina, Maestri Massimo, Pancani Giuseppe, Pigoni Luigi, Pigoni Lino, Rioli Ernesto, Rioli Claudio, Rioli Pellegrino, Rosi Dante, Sassatelli Lodovico, Severi Enrico.
Frazione di Savoniero:
Sassatelli Adelmo (catturato e poi ucciso il 19 marzo presso la rocca di Montefiorino).

## Filmografia
- Sabrina Guigli e Riccardo Stefani. Sopra le nuvole, prodotto da Maselli Luisa per Fra le nuvole e Sergio Pelone per The Bottom Line, anno 2008. Racconta gli eccidi di Monchio e Cervarolo ed è interamente recitato dalla gente del luogo e dai familiari delle vittime.
- Il violino di Cervarolo
- LA MALORA- Rainews 24 - di Vera Paggi. Speciale TV andato in onda il 27 gennaio 2010 in occasione della Giornata della Memoria con interviste a testimoni e scampati alla strage, Claudio Silingardi (Direttore Istituto Storico di Modena) e Andrea Speranzoni (Avvocato di Parte CIvile al Processo contro i responsabili della strage).